# Erri De Luca
Erri De Luca (* 20. května 1950, Neapol) je italský romanopisec, básník a překladatel.

## Biografie
Pracoval jako dělník v továrně Fiat, byl příslušníkem krajně levicového hnutí Lotta Continua. Debutoval již téměř jako čtyřicátník v roce 1989 románem Non ora, non qui (Ne teď, ne tady), v němž zachycuje vzpomínky na dětství prožité v Neapoli. Od té doby vydal řadu románů, esejů, několik sbírek povídek a básní. Jako samouk se naučil hebrejštině a přeložil několik knih Starého zákona. Žil řadu let v Africe, takže se dokáže domluvit svahilsky, během války v Jugoslávii působil jako řidič kamionu s humanitární pomocí. Je nadšeným horolezcem. Podporuje protesty proti stavbě rychlodráhy Turín-Lyon: kvůli výroku v jednom novinovém rozhovoru, v němž nepřímo vyzval k sabotážím projektu, na něj stavitelé podali žalobu. Je držitelem Evropské knižní ceny, založil kulturní nadaci Fondazione Erri De Luca.

### České překlady
- Boží hora (orig. 'Montedidio'). 1. vyd. Příbram : Pistorius & Olšanská, 2015. 142 s. Překlad: Kateřina Vinšová.
- Obnažená příroda (orig. 'La natura esposta'). 1. vyd. Příbram : Pistorius & Olšanská, 2018. 141 s. Překlad: Kateřina Vinšová.